# Pier Paolo Calzolari
Pour les articles homonymes, voir Calzolari.
Pier Paolo Calzolari (né à Bologne en 1943) est un artiste italien, lié au mouvement d'avant-garde Arte Povera.

## Biographie
Il passe son enfance à Venise dont le patrimoine byzantin ainsi que la lumière de la ville reste une inspiration profonde pour l'artiste. En 1965, il s'installe à Bologne et ouvre un atelier dans le Palazzo Bentivoglio où ses premières œuvres prennent forme, notamment des peintures. Il y accueille également des expositions et notamment les premiers films des artistes Ari Marcopoulos, Jonas Mekas, Mario Schifano ou encore Andy Warhol... Entre 1966 et 1967, il réalise sa première œuvre performative intitulée Il filtro e Benvenuto all’Angelo. Elle implique des spectateurs dans la création directe de l'œuvre.
Entre 1968 et 69, il travaille comme assistant à l'Académie des beaux-arts d’Urbino où il sera enseignant en 2002-2003.
En 1969, Pier Paolo Calzolari participe aux expositions "Op Losse Schroeven : situaties en cryptostructuren" au Stedelijk Museum d'Amsterdam ainsi qu'à "Live in your Head : When Attitudes Become Form" dont Harald Szeemann est le commissaire à la Kunsthalle Bern. L'exposition sera redéployée à la Fondation Prada de Venise en 2013.
En 1971, il est lauréat d'une bourse attribuée par le CNAP pour sa participation à la VIIe Biennale de Paris.
Il réside à l'Atelier Calder à Saché d'octobre 1996  à mars 1997
Il vit et travaille à Lisbonne, Portugal.

## Œuvres
- Scala (1965),
- Atti di passione (1966), installation,
- Il filtro e Benvenuto all'Angelo, progetto per un lavoro publicco (1967), installation,
- Gesti. Variazione I (1968),
- Auricolari (1968),
- Rapsodie inepte (Infinito) (1969)
- Materassi (1970)

## Principales expositions individuelles
- 1971 Sonnabend Gallery New york
- 1991 Galleria Gentili-Arte Contemporanea
- 1991 Galerie Ghislaine Hussenot, Paris
- 1992 Galerie Catherine Issert, Saint-Paul-de-Vence
- 1994 Galerie du Jeu de Paume, Paris
- 2003 : MAMAC de Nice
- 2008 : Fondation Maeght à Saint-Paul-de-Vence.
- 2012 Galerie Kamel Mennour
- 2017 Marianne Boesky Gallery New York